# Brixton
Brixton è un quartiere di Londra, 6 km a sud di Charing Cross; è parte del borgo londinese di Lambeth (di cui è centro amministrativo) e storicamente della contea del Surrey.
Nel Piano di Londra, Brixton è riconosciuto come uno dei 35 "centri maggiori" (major centres).

## Geografia fisica
Brixton confina con Stockwell, Clapham Common, Streatham, Tulse Hill, Camberwell (che è parte del borgo di Southwark) e Herne Hill (quartiere diviso tra il borgo di Southwark e Lambeth).
Il quartiere ha due differenti codici postali: a sud del quartiere, infatti, SW2 è il codice postale, mentre a nord è SW9.

## Storia
Nel XIX secolo la zona della Centena di Brixton era conosciuta con il nome di Brixistane e si presentava come una vasta area rurale. Nel 1816, con la costruzione del Vauxhall Bridge, si ebbe una massiccia urbanizzazione con conseguente crescita della popolazione. Fu allora che si svilupparono i grandi viali con le famose case in stile vittoriano.

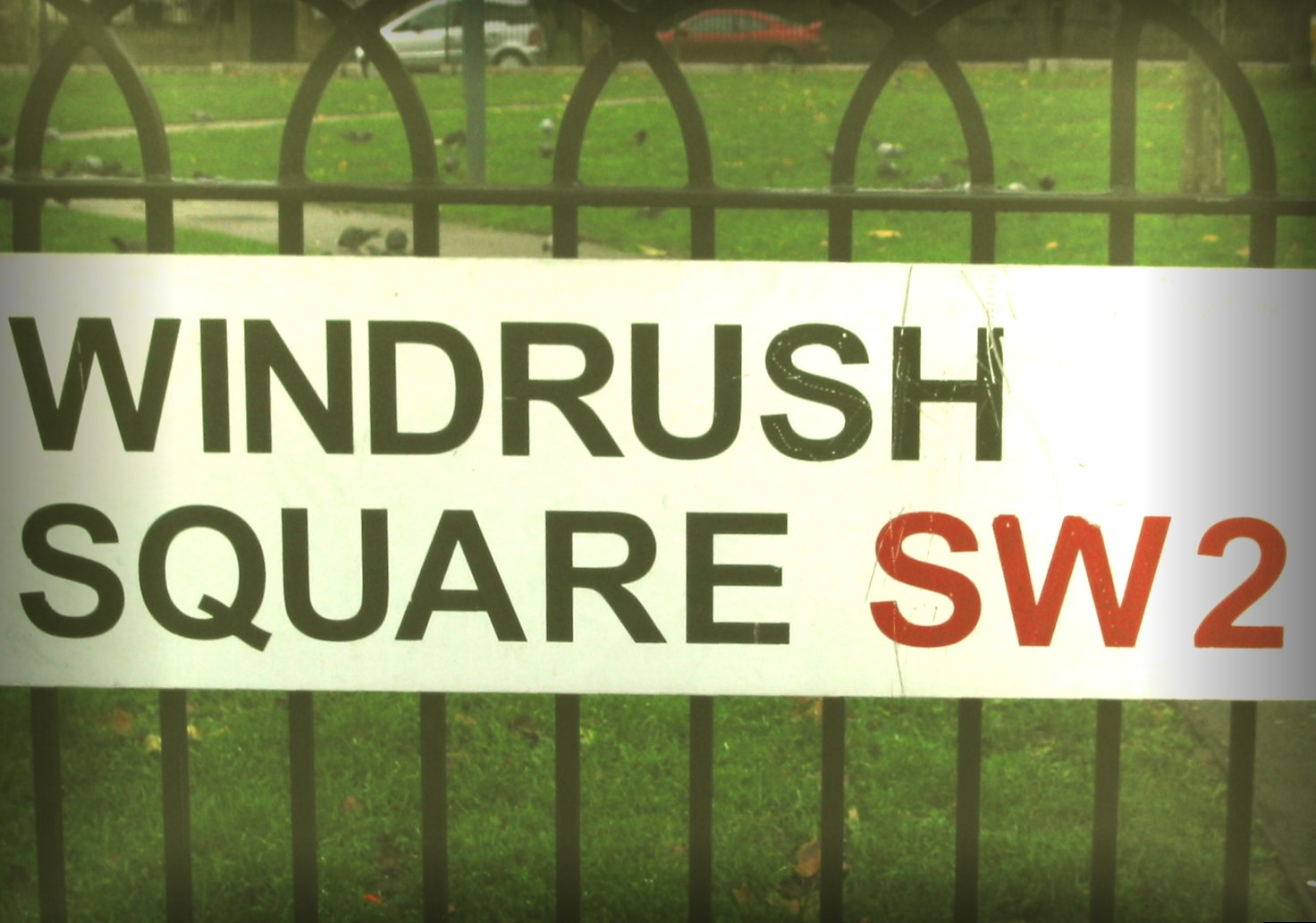
Cartello in Windrush Square

Quartiere multietnico con circa un quarto degli abitanti di origine o di discendenza di nazioni delle Indie occidentali è considerato la capitale non ufficiale della comunità caraibica. Anche la Windrush Square, situata nel quartiere, è stata così denominata nel 1998 per ricordare il cinquantenario dell'approdo della Empire Windrush, prima nave che ha portato in Gran Bretagna un numero consistente di immigrati.

### Brixton Riots
Brixton è stato teatro di vari scontri sociali durante gli anni.
Nell'aprile del 1981, in un contesto di gravi problemi economici e sociali (alta disoccupazione, alto tasso di criminalità, scarsa qualità degli alloggi, ristrettezza di amenities), la polizia metropolitana intraprese l'Operazione Swamp 81, con l'obiettivo di ridurre la criminalità di strada. In questa operazione la polizia fece largamente ricorso alla cosiddetta sus law, che permetteva agli agenti di fermare ed eventualmente arrestare chiunque, unicamente sulla base del sospetto che l'individuo potesse essere potenzialmente un criminale: a causa di questa legge a Brixton nel giro di 5 giorni mille persone furono fermate e perquisite.
L'intensa indignazione locale contro questa legge, principalmente per il fatto che la maggior parte dei fermati dalla polizia facevano parte della numerosa comunità afro-caraibica residente a Brixton, sfociò in violente rivolte pubbliche.
A seguito della rivolta del 1981, il governo commissionò un'inchiesta pubblica, diretta da Lord Leslie Scarman. L'indagine, conosciuta come Scarman Report, pubblicato nel novembre dello stesso anno, portò alla luce indiscutibili evidenze riguardo alla sproporzionalità e all'indiscriminato utilizzo dei poteri conferiti alla polizia dalla sus law nei confronti dei afro-caraibici.
Il rapporto contiene, inoltre, un gran numero di raccomandazioni e si può dire che abbia ispirato la redazione del codice di comportamento per la polizia del 1984 (Police and Criminal Evidence Act 1984) e la creazione, nel 1985, dell'autorità indipendente incaricata di investigare a seguito delle lamentele mosse nei confronti della polizia (Police Complaints Authority).
Quando nel 1999, a seguito dell'investigazione compiuta per l'omicidio di Stephen Lawrence, nel relativo verbale fu riportato che le raccomandazioni dello Scarman Report erano state puntualmente ignorate, molti giunsero alla conseguente conclusione che la polizia fosse un organo "istituzionalmente razzista".
Le rivolte svoltesi a Brixton nel 1985 furono dovute all'uccisione di una donna di origini caraibiche, Dorothy Groce, detta "Cherry", dopo che la polizia era entrata nella sua casa alla ricerca di suo figlio, Michael Groce.
Benché l'area di Brixton sia stata una delle prime in cui le associazioni di vicinato hanno organizzato ronde e servizi di guardia, a causa delle continue morti di giovani afro-caraibici in custodia alla polizia, a Brixton si sono verificate durante gli anni '90 varie altre proteste di scala, però, decisamente minore.
Nel 1995 scintille per l'inizio di un'altra rivolta cominciarono a seguito della morte di Wayne Douglas, un giovane afro-caraibico in custodia alla polizia, mostrando l'atmosfera di scontentezza riguardo alla gentrificazione di Brixton.

### Attentato di Brixton
Il primo dei tre attacchi terroristici compiuti dall'attentatore indipendente (ma vicino all'ideologia neo-nazista), David Copeland, avvenne il 17 aprile del 1999, lungo una strada del centro del quartiere di Brixton, la Electric Avenue: David Copeland piazzò una bomba confezionata artigianalmente, con chiodi e polvere esplosiva, che, nelle sue intenzioni, fece esplodere il giorno successivo.
Benché non ci siano stati morti, circa 50 persone sono state gravemente ferite. Copeland è stato condannato a sei ergastoli nel giugno del 2000.
L'attentato di Brixton  mirava a colpire la grande comunità afro-caraibica residente nel quartiere. La BBC ha riportato, infatti, che Copeland, attraverso questi attacchi terroristici, intendeva innescare una guerra razziale in Gran Bretagna: una settimana dopo l'attentato a Brixton, Copeland piazzò un altro ordigno lungo la Brick Lane, cuore della comunità bengalese dell'East End di Londra, e successivamente un altro di fronte a un pub di Soho, l'Admiral Duncan, la cui clientela era prevalentemente costituita da gay.

### JayDay Cannabis Festival
Dal 2001 al 2004, il Brockwell Park ha ospitato l'annuale "Cannabis Festival", o "JayDay", organizzato dalla Cannabis Coalition. Durante questi eventi, la polizia ha mantenuto un profilo basso, tollerando l'utilizzo della cannabis.
Nel 2005, il borgo londinese di Lambeth rifiuta la richiesta per un ulteriore Cannabis Festival con la seguente motivazione:

"Benché il Consiglio di Lambeth supporti il diritto di pensiero e il diritto di partecipare a questa legittimata campagna, il Consiglio non può condonare attività illegali come l'utilizzo di cannabis e lo spaccio di droga - i quali entrambi si sono verificati durante lo svolgimento dei precedenti festival organizzati dalla "Cannabis Coalition". Infatti alcuni funzionari del Consiglio che monitoravano i passati eventi, sono stati avvicinati da spacciatori che offrivano loro della droga."

### Gentrificazione
Brixton ha lentamente subito un processo di gentrificazione a partire dagli anni '90 del XX secolo, risultante da un grande influsso di residenti del ceto medio, prevalentemente composto da "bianchi": questi hanno approfittato della posizione e del fiorente ambiente bohémien dell'area.
In anni recenti, Brixton ha ospitato regolarmente un mercato agricolo lungo la Station Road, come pure ristoranti e negozi "pop-up". Nuove gallerie d'arte, pasticcerie, bar, caffè e negozi di vestiti vintage sono fioriti dentro e intorno al "Brixton Village Market"; in tal modo si è creata una gentrificazione simile a quella vissuta nella vicina Clapham.
Brixton è stato premiato del Great Neighbourhood Award 2013 dall'Accademia dell'urbanistica.

### Città di transizione
Brixton è una delle prime città incluse nel progetto "Città di transizione" ("Transition Town", in inglese). Il Brockwell Park ospita, a partire dall'estate del 2007, l'annuale Urban Green Fair.

#### Sterlina di Brixton
La sterlina di Brixton (B£. In inglese: Brixton Pound) è una valuta locale che si pone in alternativa all'ufficiale Sterlina britannica. Questo progetto è stato lanciato nel settembre del 2009 dalla Transition Town Brixton, è stato sostenuto dal Consiglio di Lambeth ed è stato aiutato a svilupparsi dalla New Economics Foundation.
Il 18 settembre 2009 è stato il primo giorno di utilizzo di questa valuta negli 80 locali punti vendita che accettavano questa moneta.
L'obiettivo della sterlina di Brixton è quello di promuovere l'economia locale e costruire un sistema di mutuale supporto tra i commercianti indipendenti, cercando di legare l'acquirente locale ai negozi di vicinato e tentando di incoraggiare i negozi a cercare prodotti e servizi localmente.
Le banconote, che hanno tagli di B£1, B£5, B£10 e B£20, rappresentano celebrità locali come l'attivista Olive Morris e l'ambientalista James Lovelock.
Sull'esempio di Brixton, altre città nel Regno Unito, come per esempio Totnes, Stroud e Lewes, hanno iniziato a stampare la propria moneta.

## Monumenti e luoghi notevoli

### Architetture civili

#### Mercato di Brixton (Brixton market)
Con l'arrivo della ferrovia negli anni '70 del XIX secolo, a seguito del boom edilizio che Brixton, il quartiere è diventato un importante centro commerciale.
Il primo obiettivo del centro commerciale costruito, Bon Marché, aperto tra la Brixton Road e la Electric Avenue, era di essere la prima galleria commerciale ad essere illuminata con l'elettricità.
L'attuale mercato di Brixton è stato aperto lungo la Atlantic Road ed è dovuto essere spostato lungo la Station Road negli anni venti per diminuire la congestione del traffico.
Il mercato di Brixton, aperto tutti i giorni, offre una larga varietà di prodotti afro-caraibici e riflette anche le altre comunità del quartiere grazie ai negozi indiani, vietnamiti e sudamericani.

### Architetture religiose

#### Sinagoga di Brixton
La sinagoga di Brixton (Brixton Synagogue), situata al civico 49 di Effra Road, è inaugurata nel 1913 e chiusa nel 1986, anno in cui la congregazione si è amalgamata con la vicina sinagoga di Streatham. Benché la sinagoga sia chiusa, la facciata esterna dell'edificio esiste ancora.

#### Moschea di Brixton
La Masjid ibn Taymeeyah, o moschea di Brixton (Brixton Mosque), assieme al Centro culturale islamico, si trova lungo Gresham Road, vicino alla stazione di polizia di Brixton. La moschea dispone di strutture per uomini e donne e può contenere un massimo di 400 fedeli. Inaugurata nel 1990, la moschea del quartiere è una delle più antiche moschee del sud di Londra. La moschea fornisce sostegno religioso, sociale e finanziario ai suoi membri.
La moschea è venuta alla ribalta sulle testate internazionali quando è stato riportato che Richard Reid, il cosiddetto shoe bomber, era un frequentatore della moschea; in questa occasione, Abdul Haqq Baker, presidente della moschea di Brixton, ha affermato alla BBC che Reid si era recato presso la moschea con lo scopo di conoscere l'islam, ma presto venne in contatto con quelli che il presidente stesso chiamava "elementi più estremi".
Similmente, Zakariyya Musawi, che è stato condannato, tra gli altri capi d'imputazione, per cospirazione al fine di uccidere cittadini statunitensi come parte dell'attentato terroristico dell'11 settembre 2001, ha fatto i suoi primi passi nell'indottrinamento radicale presso la moschea di Brixton, dove ha incontrato Reid, che nel frattempo era stato espulso dalla moschea dopo essersi presentato indossando una tuta da combattimento e uno zaino, e per aver fatto pressioni sul chierico col fine di fornirgli informazioni per unirsi al jihād.
'Abd Allah al-Faysal, un religioso musulmano radicale che ha predicato nel Regno Unito fino a essere imprigionato e, nel 2007, deportato in Giamaica, per aver fomentato l'odio, è stato associato alla moschea di Brixton in quanto qui cominciò a predicare a folle che arrivavano a 500 persone, prima di essere estromesso dall'amministrazione salafita della moschea nel 1993. In seguito, ha tenuto una conferenza dal titolo "L'inganno del diavolo dei salafiti sauditi", disprezzando i musulmani salafiti (in particolare i membri della moschea di Brixton), chiamandoli ipocriti e apostati ("takfîr").
A seguito degli attacchi terroristici a Londra, presso Brixton si è tenuta una conferenza, durante la quale i musulmani locali hanno condannato apertamente ogni uso del terrore e uccisioni indiscriminate. Le riprese della conferenza sono state mandate in onda in una serie di sei puntate su ITV, chiamata Mosque; in questa serie si sono trattati argomenti quale la discriminazione cui sono sottoposti i musulmani locali da parte di persone non in grado di distinguere tra musulmani e terroristi.

#### Chiese cristiane

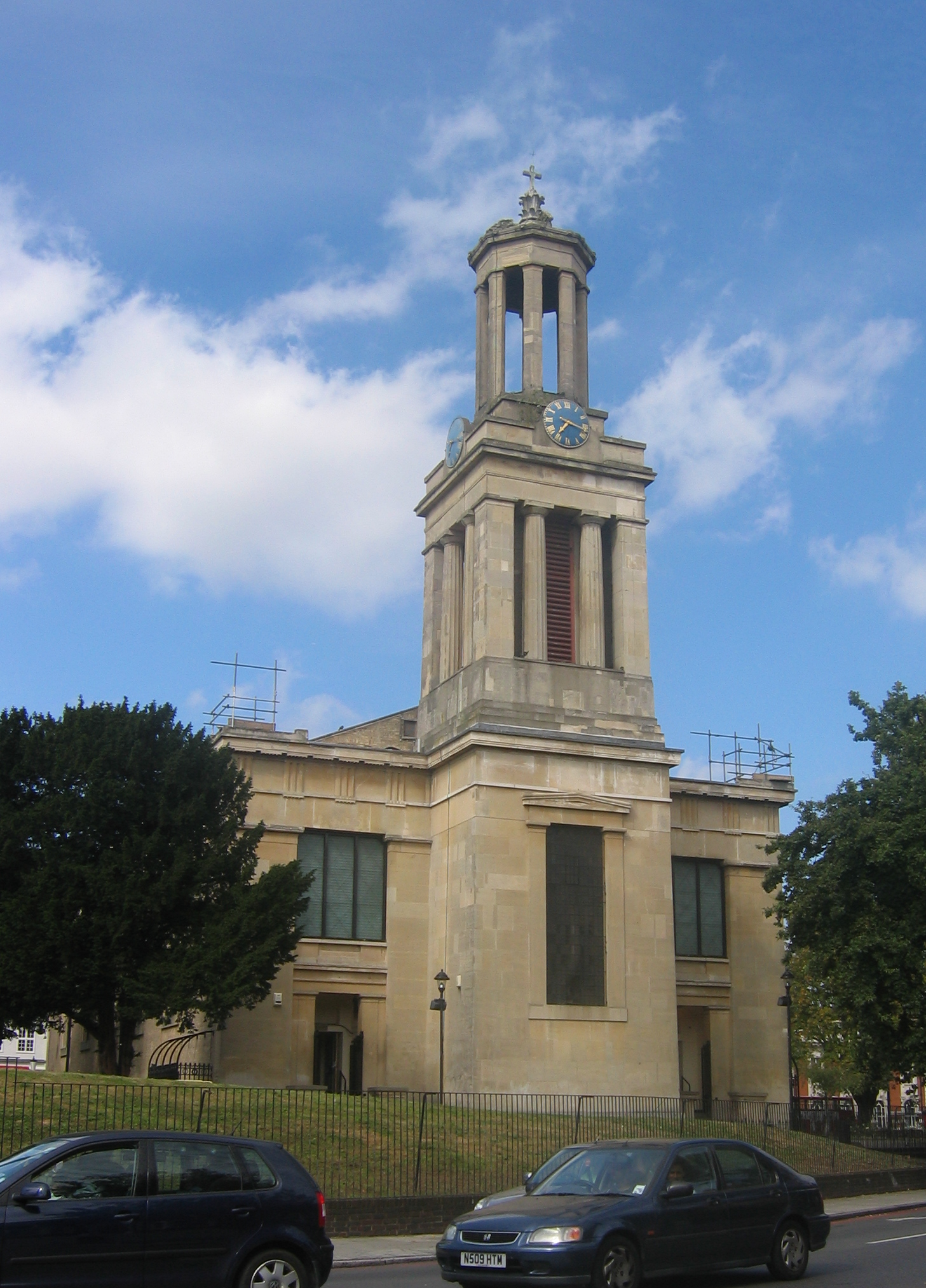
Chiesa di San Matteo

Il quartiere di Brixton si trova sotto la giurisdizione della diocesi anglicana di Southwark.
La chiesa di San Matteo, edificio classificato di grado II*, situata in Brixton Green, è stata costruita nel 1822 dall'architetto Porden in stile neoclassico. Si tratta di una delle "Chiese di Waterloo" costruite per celebrare la vittoria della Gran Bretagna nella battaglia di Waterloo.
La chiesa parrocchiale di San Giuda, datata al 1868 e situata lungo Dulwich Road, è stata progettata dall'architetto John Kirk di Woolwich. È stata chiusa nel 1975, e la parrocchia si è fusa con la parrocchia di San Matteo. La costruzione della chiesa è oggi utilizzata come locali commerciali da una casa editrice.
Costruita nel 1902 dall'architetto Beresford Pite seguendo lo stile dell'Art Nouveau e neobizantinismo, la chiesa di Cristo della Brixton Road è un edificio di interesse storico, classificato di grado II*; la chiesa di San Paolo, lungo Ferndale Street è stata originariamente costruita, nel 1958, da John Soper come luogo di culto per la Chiesa avventista del settimo giorno.
La chiesa del Corpus Christi di Brixton rientra nella competenza della Arcidiocesi di Southwark.

## Edilizia

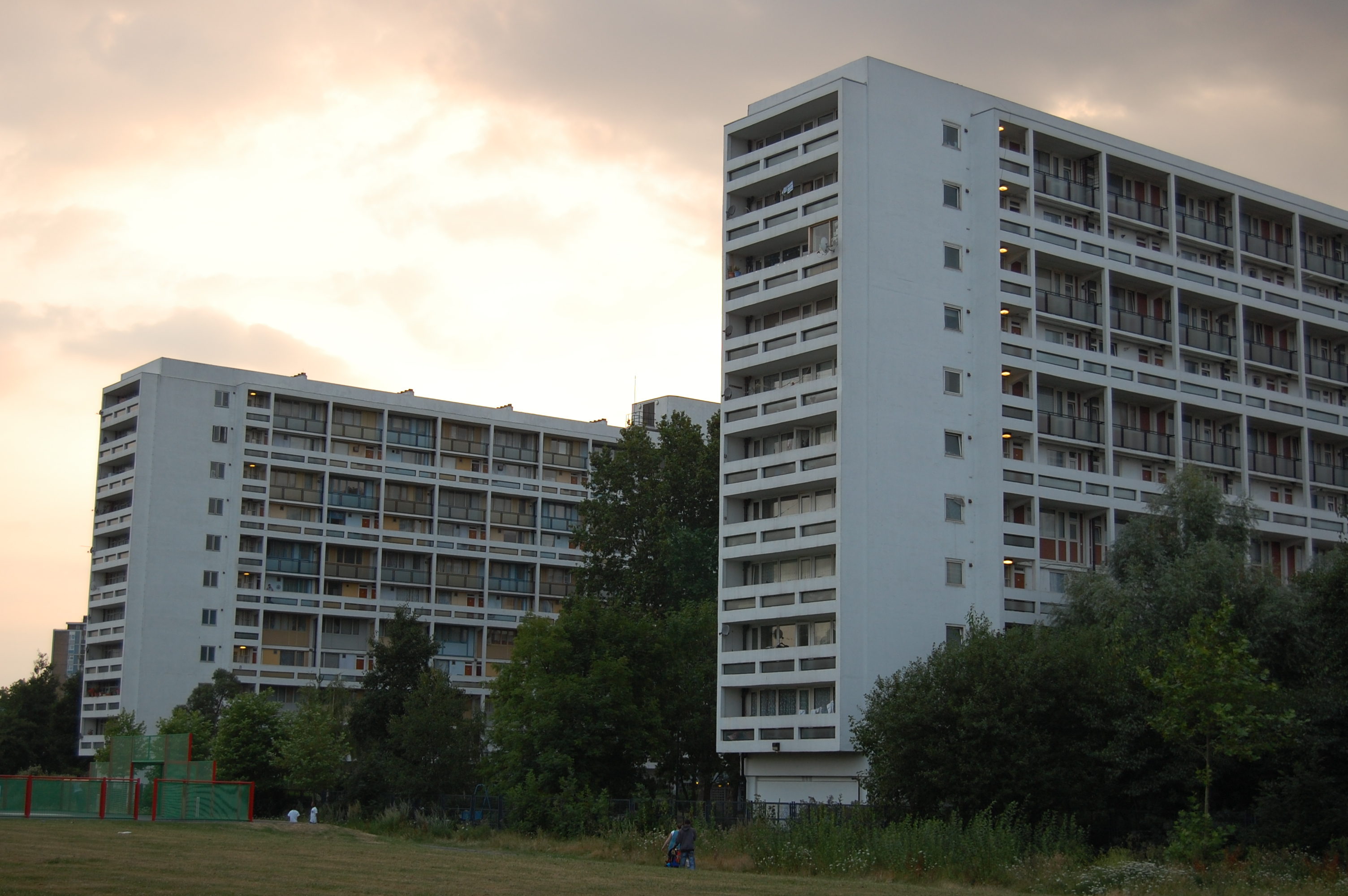
Loughborough Estate

### Edilizia popolare
A Brixton si trovano sei grandi complessi di edilizia popolare: Stockwell Park Estate, Myatts Field, Angell Town, Loughborough, Moorlands Estate, St Matthew's e Tulse Hill Estate.
Caratteristica di alcuni di questi complessi, tra cui il Stockwell Park Estate e il Angell Town Estate sono le passerelle pedonali e i ballatoi che, secondo i progetti originari avrebbero dovuto collegarli con l'intera Brixton.
Caratteristica invece del Somerleyton Estate è la presenza della Southwyck House (conosciuta localmente come Barrier Block): questo, che sormonta l'intero complesso, è un grande edificio a forma di ferro di cavallo che si affaccia sulla Coldharbour Lane. Il condominio, formato da 176 appartamenti, è stato originariamente costruito in questa forma per fornire una barriera antirumore dalla Ringway 1, un'autostrada progettata per servire l'Inner London, passando attraverso Brixton e Camberwell, ma mai realizzata.
Alcuni di questi complessi popolari sono diventati simbolo di decadimento urbano e criminalità. Nuovi cancelli e barre di metallo sono dovuti essere installati intorno al Loughborough Estate a causa del numero di omicidi in questo complesso. Problemi di decadimento urbano sono stati riportati anche nell'area di Loughborough Junction, che ospita questo complesso, l'Angell Town Estate e il Moorlands Estate.

### Edifici vittoriani

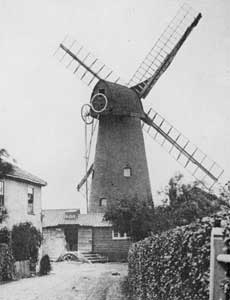
Mulino a vento di Brixton (Ashby's Mill)

Brixton preserva un gran numero di edifici in stile vittoriano. A seguito della costruzione di vari ponti sul Tamigi, in particolare il Vauxhall Bridge (nel 1816), molti cittadini impiegati nella City o nel West End si trasferirono nella zona meridionale di Londra. Il più antico sviluppo edilizio avvenne lungo la Washway, l'attuale Brixton Road: lungo questa strada vennero costruite case a schiera e ville indipendenti.
Nel 1824, la chiesa di San Matteo, nel centro di Brixton, venne consacrata: le dimensioni di questa chiesa suggeriscono le dimensioni della popolazione di quel periodo.
In questo periodo venne eretto anche il "Mulino a vento di Brixton" (1816), noto anche come Ashby's Mill, e la "Surrey House of Correction" (1819), successivamente divenuta la Casa di detenzione di Brixton.

## Società

### Criminalità

#### OperazioneSwamp 81
Prima della rivolta del 1981 nel quartiere, Brixton era al centro della cosiddetta "Operazione Swamp 81", volta a ridurre la criminalità di strada principalmente attraverso il massiccio uso della cosiddetta legge sus, che ha permesso alla polizia di fermare e perquisire le persone sulla base di un mero "sospetto" di illecito: poliziotti in borghese sono stati spediti a Brixton, e, in cinque giorni, quasi mille persone sono state fermate e perquisite.
La comunità locale non è stata consultata circa l'operazione in questione e le tensioni tra la comunità afro-caraibica e la polizia per le strade di Brixton hanno raggiunto il punto di rottura; i residenti locali si sono lamentati della giovane età e dell'inesperienza degli agenti di polizia inviati per le strade del quartiere, provocando lo scontro.

#### Cultura delle gang
Nel 2003, il The Independent ha riferito che circa 200 degli irriducibili "yardies" sono basati in Lambeth, alcuni dei quali operano come membri del Firehouse Posse o del Kartel Crew di Brixton.
Gli yardies erano storicamente associati con gli immigrati giamaicani e avevano una nota roccaforte a Brixton al punto che certe parti di Brixton erano chiamate "Little Tivoli", nome che riprende Tivoli Gardens, una nota "comunità presidio" giamaicana governata da uomini armati.
Nel 1999, uno scandalo scoppiò tra gli investigatori della Metropolitan Police Service, in quanto due noti yardies giamaicani soggiornavano in Gran Bretagna come uno "strumento" dell'intelligence. Eaton Green, uno dei due Yardies, sfuggito dalla cauzione in Giamaica nel 1991 e si stabilì a Brixton dove si occupava dello spaccio di crack. Tre mesi dopo, Green è stato arrestato da un poliziotto di Brixton, Steve Barker, e divenne un informatore pagato. Green ha fornito all'intelligence sulle attività yardie per due anni, continuando l'uso di armi da fuoco e lo spaccio di crack durante questo periodo.
Diverse bande hanno sede nella zona di Brixton. La gang "Murderzone" (MZ), che è coinvolta nello spaccio illegale di droga, proveniente dal Somerleyton Estate. Le bande "Poverty Driven Children"/"Pil dem crew" (PDC) si trovano presso Angell Town e la zona di Loughborough Junction. "Organised Crime" (OC), una banda coinvolta con varie sparatorie e una rivalità in corso con i "Peckham Boys", che ha base nel Myatts Field Estate. "Guns and Shanks"/"Grind and Stack"/"Grip and Shoot" (GAS) che si trovano principalmente presso Angell Town.
Come nelle altre parti del sud e del centro di Londra dove risiede una comunità latinoamericana considerevole, i membri dei cartelli sudamericani della droga e i Latin Kings si possono trovare anche a Brixton: i membri di queste bande sono per lo più adolescenti o ventenni, e i leader delle gang sono solitamente amici d'infanzia. Cresciuti in alcune delle zone più povere di Londra, alcuni membri delle bande hanno riferito di aver passato ogni notte di casa in casa, rendendo difficile tenere traccia di loro.
Secondo la Metropolitan Police, nonostante queste bande giovanili siano "ben lungi dall'essere menti criminali organizzate", continuano a eludere la polizia e a essere responsabili di numerosi omicidi.

#### Droga
Alcuni commentatori dei media chiamano persistentemente Brixton "la capitale della droga di Londra".
Val Shawcross, rappresentante del partito laburista dell'Assemblea di Londra per il seggio di Lambeth e Southwark, gestisce una campagna "Brixton Drug Crime" e afferma sul suo sito:

"Ho sollevato lo stato vergognoso di Brixton e l'esistenza di un aperto mercato della droga nel centro - con il Consiglio, il Sindaco e la Metropolitan Police... Gli ufficiali della polizia, dell'unità droghe e armi da fuoco e dell'unità operativa di trasporto hanno intrapreso una sorveglianza del territorio a lungo termine (Brixton Town Centre) che è culminata in un'operazione di tre giorni alla fine di giugno per arrestare spacciatori di droghe di "Classe A"... La polizia continuerà a effettuare continue operazioni segrete a Brixton e pattugliamenti con i cani di rilevazione della droga. Si tratta di un giro di vite a lungo termine con l'obiettivo di liberare Brixton dallo spaccio."

Per molti decenni, Brixton ha avuto la reputazione di luogo dove è frequente l'uso di cannabis e, durante un'intervista alla BBC, un residente locale disse "la gente ha sempre fumato cannabis a Brixton - tutti sanno questo, le persone camminano lungo la strada fumando spinelli da anni".
Questa reputazione è stato amplificato dall'approccio, definito "softly softly", contro l'uso di cannabis della polizia che è stato sperimentato a Brixton dal 2001 al 2005; il piano "softly softly" si è verificato nel contesto di un più ampio dibattito in Gran Bretagna sulla classificazione della cannabis, che sostituiva a una politica proibizionista, una politica di "nessun accordo". La cannabis è stata ufficialmente riclassificata in Gran Bretagna da farmaco di classe B a farmaco di classe C all'inizio del 2004. Nel gennaio del 2009 il governo britannico ha riclassificato la cannabis di nuovo a farmaco di classe B.
Preoccupazioni sono state sollevate circa il "turismo della droga" nell'area.

#### Reati commessi con armi da fuoco
Nel giugno 1998, è stato riportato che la criminalità di Brixton era in connessione sia con l'omicidio di Avril Johnson che con quello di Michelle Carby, rispettivamente a Brixton e a Stratford. Entrambe le donne sono state uccise, con colpi di armi da fuoco alla testa, nelle loro case in attacchi separati, ma collegati. Nel 2008, Tony Thompson, ex redattore di Time Out, ha riferito che "la violenza con armi da fuoco ha cominciato a crescere a seguito di una serie esecuzioni tra le bande del sud di Londra alla fine degli anni 90". Thompson afferma che "le precedenti operazioni della Metropolitan Police sono state percepite come denigratorie per la comunità afro-caraibica. L'Operazione Trident, fin dall'inizio, è stato di conduzione dell'intelligence e aveva forti legami con la comunità afro-caraibica".
Nel 2001, la Metropolitan Police ha sollevato preoccupazioni circa la rapida crescita della criminalità legata all'uso di armi da fuoco a Londra, in particolare sull'elevato tasso di rapine nel borgo di Lambeth, che il più elevato di Londra. Nel luglio 2001 due agenti di polizia armati hanno ucciso un ragazzo di 29 anni Derek Bennett a Brixton, presso il Angell Town Estate, in quanto Bennett brandiva un accendino a forma di pistola; il verdetto, accolto anche in appello, dell'inchiesta aperta per questo caso ha stabilito che Bennett era stato "legalmente ucciso".
Nel dicembre 2004, gli ufficiali dell'Operatione Trident e numerosi agenti armati hanno assistito la polizia locale di Lambeth nell'"Operazione Trident Swoop" in una serie di operazioni di arresto e di ricerca nei confronti di "uomini sospettati di essere armati o veicoli che sono stati associati con armi da fuoco". La Metropolitan Police ha auspicato che "le ricerche potessero dissuadere i sospetti a trasportare armi ed evitare sparatorie, nonché eventualmente recuperare armi e procedere agli arresti". Il soprintendente della polizia presso, Lambeth Jerry Savill, responsabile di polizia nella zona di Brixton, ha dichiarato:

"Questa operazione è finalizzata in modo specifico verso persone di cui abbiamo informazioni che suggeriscono che potrebbero essere coinvolte in reati compiuti con armi da fuoco o altri reati. Vogliamo lanciare un messaggio molto chiaro a coloro che portano le pistole a Lambeth: non fatelo. È tempo di smettere che la stragrande maggioranza delle persone in questo borgo abbia paura di stare in strada e di fare in modo gli uomini armati siano timorosi della loro comunità che aiuta la polizia ad arrestarli."

Nel settembre 2006, Brixton è stato teatro di una sparatoria che ha avuto una grande eco mediatica, che coinvolge due ragazzi uccisi con colpi di armi da fuoco nel locale McDonald's all'angolo tra Brixton Road e Acre Lane, mentre il ristorante era pieno di clienti.
Nel 2007 i reati di arma da fuoco sono aumentati del 4% rispetto al decennio precedente nella Grande Londra, per un totale di 3 459 crimini, tra cui trenta omicidi compiuti con armi da fuoco, di cui nove con vittime di età inferiore ai 18 anni. Una serie di crimini compiuti con armi da fuoco in Brixton, Clapham e Streatham, compresi i tre omicidi che, nell'arco di una settimana, hanno avuto come vittime tre ragazzi, hanno portato alcuni commentatori dei media a chiamare la zona "capitale delle armi da fuoco".

## Cultura

### Murales di Brixton
A seguito dei disordini del 1981, una serie di murales sono stati finanziati dal Consiglio locale. I murales ritraggono la natura, la politica, la comunità e le idee.
Gli affreschi superstiti sono il Brixton Academy Mural (lungo Stockwell Park Walk) di Stephen Pusey, del 1982, che mostra un gruppo misto di giovani, destinata a rappresentare la naturale armonia che potrebbe essere trovato tra i bambini di origini differenti nelle scuole locali.

### Intrattenimento

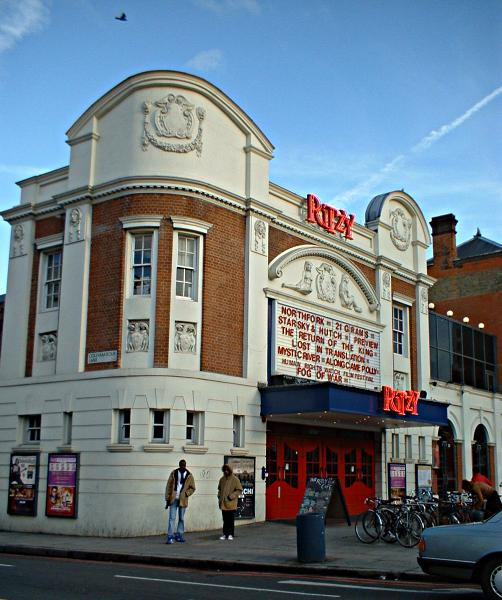
Il Ritzy Cinema

Il Ritzy Cinema, lungo Coldharbour Lane, è un cinema precedentemente indipendente ora di proprietà della Picturehouse Cinemas. L'edificio è stato concepito, nel 1910, da C.E. Homer e Lucas, come l'Electric Pavilion, uno dei primi cinema appositamente costruito in Inghilterra.
Brixton è un importante centro per la vita notturna e la scena musicale dal vivo. Alcuni tra i più grandi locali includono il Brixton Academy, l'Electric Brixton e il Mass. Una gamma di locali più piccoli come The Prince Albert, The Prince/DexClub, The Windmill, The Dogstar, Jamm, The Telegraph, Plan B, South Beach Bar, The 414, The Effra Tavern, Upstairs at the Ritzy e The Grosvenor sono una parte importante della scena musicale londinese. Inoltre, in anni recenti, Brixton è diventata all'avanguardia nella scena hip hop, grime e rap britannica.

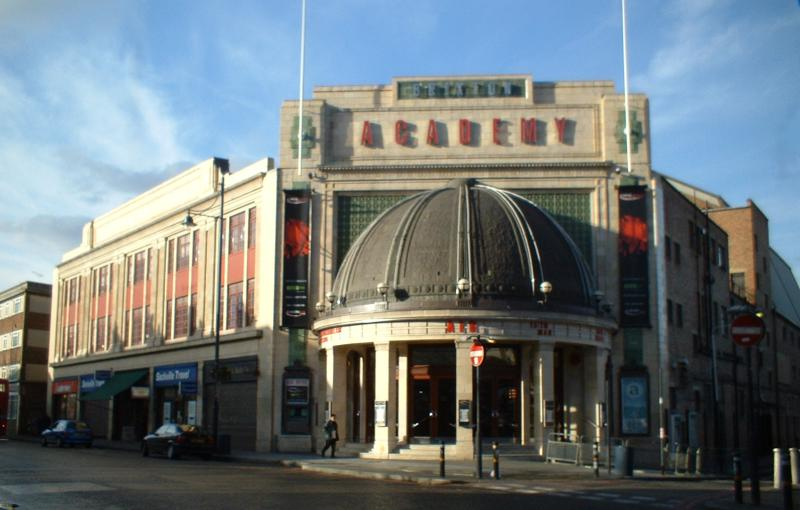
Brixton Academy

Il Brixton Splash è una festa di strada, della durata di un giorno, tenuta annualmente dal 2006. L'evento è organizzato dalla comunità locale, per mettere in mostra talenti locali e celebrare la diversità culturale e la storia di Brixton.
Brixton è anche sede di uno skatepark, appositamente costruito nel 1970, denominato Stockwell Skatepark, ma conosciuto localmente come "Brixton Beach" a causa dei graffiti sulla parete nord del parco.

### Musica

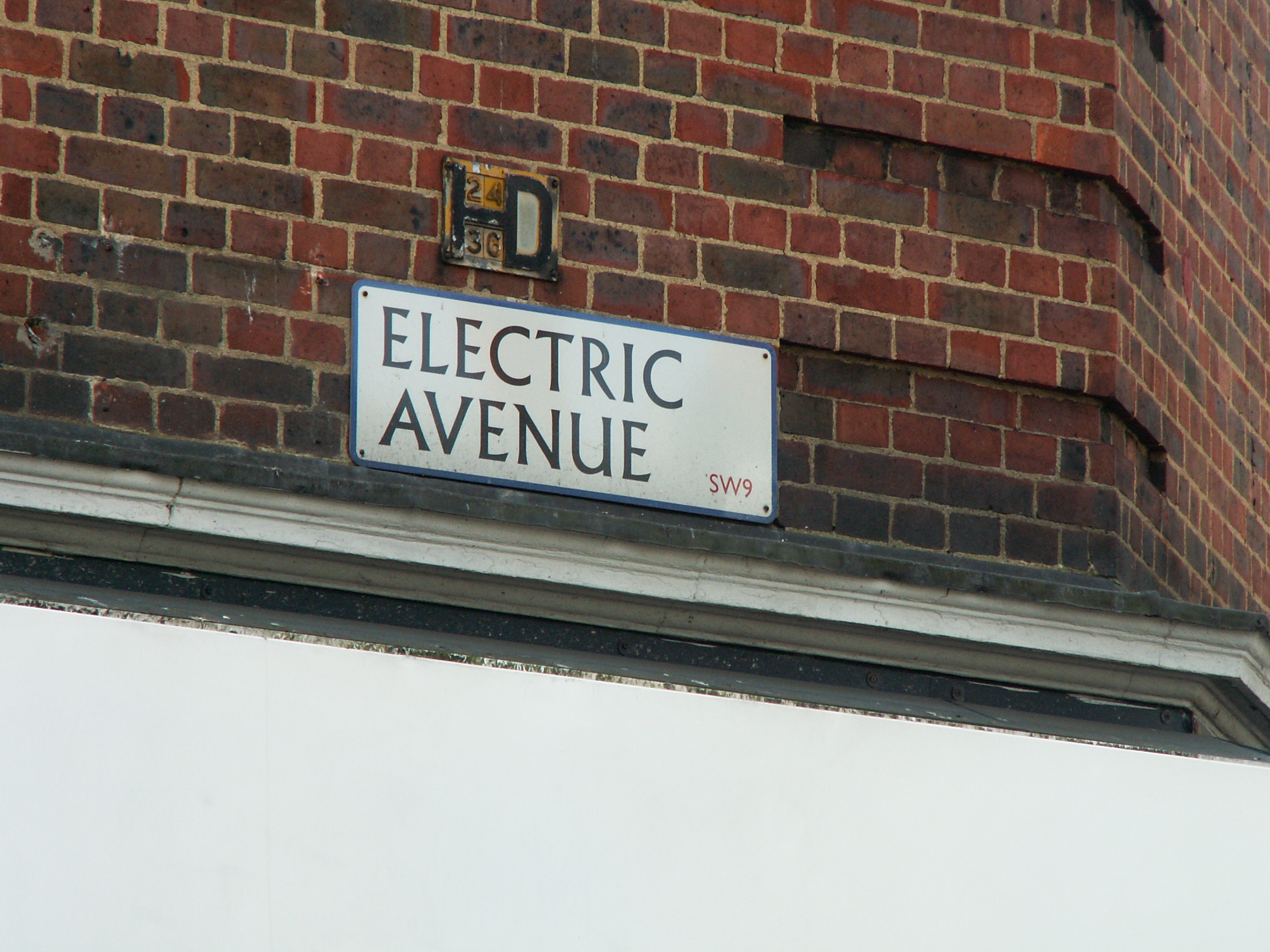
Electric Avenue, la strada che ha dato il nome alla singolo del 1982 di Eddy Grant

I primi riferimenti a Brixton nella musica quelli delle canzoni Whoppi King di Laurel Aitken, del 1968, e Brixton Cat dei Dice the Boss, del 1969. Queste furono successivamente seguite, nell'agosto del 1975, da una famosa canzone scritta e cantata da Geraint Hughes e Jeff Calvert (noti come Typically Tropical): due uomini caucasici che raccontavano la storia di un autista di autobus di Brixton che andava alle Barbados con la "Coconut Airways" per sfuggire alla pioggia di Londra.
Seguirono:
- la canzone punk The Guns of Brixton, del 1979, dei The Clash, che tratta della violenza delle forze dell'ordine a Brixton. Scritta dal bassista del gruppo Paul Simonon, che crescendo a Brixton, ha avuto una forte influenza reggae.
- Prima di un'esibizione dei The Jam, il noto gruppo punk The Misfits è stato coinvolto in una rissa e perciò i suoi membri furono rinchiusi nella prigione di Brixton per un paio di notti; questa esperienza li ha portati a scrivere la loro canzone London Dungeon.
- Sneakbo, rapper
- L'album del 1982 di Eddy Grant, Killer on the Rampage contiene la sua canzone di successo Electric Avenue, un riferimento alla nota strada del mercato nel centro di Brixton, che è stato uno delle prime nel Regno Unito ad avere l'illuminazione stradale elettrica; il brano evoca immagini di povertà, violenza e miseria, ma celebra anche l'atmosfera energizzante della zona.
- La canzone degli R.O.C., Journey to the Centre of Brixton.
- La canzone Brixton, Bronx ou Baixada della band rock-reggae brasiliana, O Rappa, che racconta delle differenze sociali.
- La canzone And God Created Brixton, singolo dell'album dei Carter USM, A World Without Dave; parla di molti dei più famosi punti di riferimento della comunità, tra cui il Ritzy Cinema e la prigione.
- Il collettivo hip hop, The Illersapiens, autori del brano intitolato Brixton, uscito sul loro EP di debutto; si tratta un omaggio alla città natale del rapper leader del gruppo, Mr. Man.[48]
- La band punk rock californiana, Rancid, ha scritto una canzone chiamata Brixton, che è apparsa sulla compilation "Rock Stars Kill", e successivamente sull'album "B Sides and C Sides".
- La canzone Summer of '81 della band punk The Violators, che tratta delle rivolte di Brixton del 1981.
- La band elettronica, Chase & Status, in collaborazione con Cee-Lo Green, sul loro record "Brixton Briefcase", presente nell'album No More Idols.

Il cantante e musicista inglese David Bowie nacque a Brixton, al numero 40 di Stansfield Road.

### Filmografia
Il regista Richard Parry ha girato un film, uscito nel 2001, nel quartiere di Brixton chiamato South West Nine (SW9), riferendosi al codice di avviamento postale che copre gran parte del centro di Brixton.

## Infrastrutture e trasporti

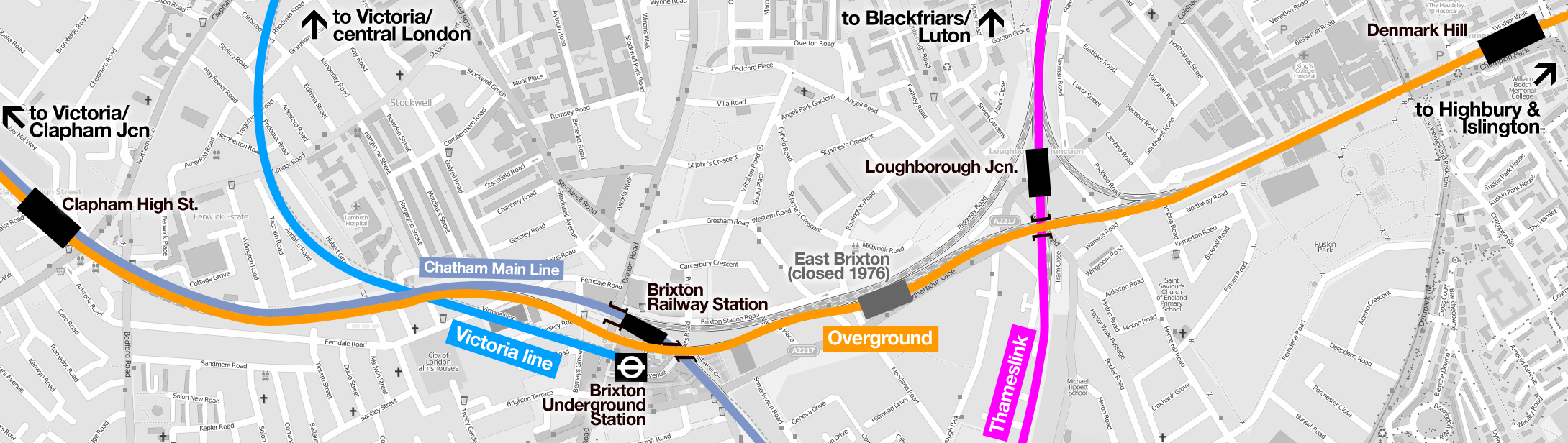
Mappa delle linee ferroviarie e metropolitane passanti per Brixton

La stazione della metropolitana di Brixton, inaugurata nel 1971, è il capolinea meridionale della Victoria line della metropolitana di Londra. Presso la stazione di Brixton, la società Southeastern operano servizi ferroviari tra la stazione di Londra Victoria e Orpington.
Brixton si trova lungo diverse arterie stradali principali. La strada A23, che collega Londra a Brighton, corre in direzione nord-sud attraverso l'area. Attraverso il quartiere, passa anche la A203 che collega Brixton a Vauxhall Bridge, insieme con la A204 e A2217.
Presso Brixton vi avrebbe dovuto essere un importante interscambio della Cross South Route, parte del piano Ringways di Londra, che è stato annullato nel 1970.
Transport for London aveva proposto la costruzione del Cross River Tram da Camden Town a Brixton attraverso il centro di Londra, ma il progetto fu abbandonato nel 2008 a causa della mancanza di fondi.
Brixton è un principale punto d'incontro per molti di linee di autobus:
| Linea | Percorso                                                   | Via                                                                                           | Operatore         | Servizio           |
| 2     | Marylebone Station - West Norwood                          | Marble Arch - Victoria - Brixton                                                              | Arriva London     | Giornaliero Times  |
| 3     | Oxford Circus - Crystal Palace                             | Westminster - Lambeth Bridge - Brixton - West Dulwich                                         | Abellio London    | Giornaliero. Times |
| 35    | Clapham Junction Station - Shoreditch                      | Brixton - Camberwell - London Bridge                                                          | Arriva London     | Giornaliero. Times |
| 37    | Peckham - Putney Heath                                     | Herne Hill Station - Brixton - Clapham Common - Wandsworth                                    | London Central    | h24. Times         |
| 45    | Clapham Park - King's Cross Station                        | Brixton - Camberwell - Elephant & Castle - Blackfriars Station                                | London Central    | Giornaliero. Times |
| 59    | Streatham Hill - King's Cross Station                      | Brixton - Kennington - Waterloo Station - Holborn                                             | Arriva London     | Giornaliero. Times |
| 109   | Croydon - Brixton                                          | Thornton Heath - Norbury Station - Streatham Station                                          | Abellio London    | Giornaliero. Times |
| 118   | Brixton - Morden Station                                   | Mitcham - Streatham Vale - Streatham Hill Station                                             | London General    | Giornaliero. Times |
| 133   | Streatham - Liverpool Street Station                       | Brixton - Kennington - Elephant & Castle - London Bridge Station                              | Arriva London     | Giornaliero. Times |
| 137   | Oxford Circus - Streatham Hill                             | Sloane Square - Battersea - Clapham Common - Brixton (Acre Lane)                              | Arriva London     | Giornaliero. Times |
| 159   | Streatham - Marble Arch                                    | Brixton - Kennington - Westminster - Oxford Circus                                            | Arriva London     | h24. Times         |
| 196   | Elephant & Castle - Norwood Junction Station               | West Norwood - Herne Hill Station - Brixton - Vauxhall                                        | London General    | Giornaliero. Times |
| 250   | Croydon - Brixton                                          | Thornton Heath - Norbury Station - Streatham Station                                          | Arriva London     | h24. Times         |
| 322   | Crystal Palace - Clapham Common                            | Gipsy Hill Station - Norwood - Herne Hill Station - Brixton                                   | Abellio London    | Giornaliero. Times |
| 333   | Tooting Broadway - Elephant & Castle                       | Streatham - Brixton - Stockwell Station - Kennington                                          | London General    | Giornaliero. Times |
| 345   | Peckham - South Kensington                                 | Camberwell - Brixton - Stockwell Station - Clapham Junction Station - Chelsea                 | London Central    | h24. Times         |
| 355   | Brixton - Mitcham                                          | Clapham Park - Balham Station - Tooting Station                                               | London Central    | Giornaliero. Times |
| 415   | Elephant & Castle - Tulse Hill Station                     | Brixton - Kennington                                                                          | Abellio London    | Giornaliero. Times |
| 417   | Clapham Common - Crystal Palace                            | Norwood - Streatham Station - Brixton (Acre Lane)                                             | Arriva London     | Giornaliero. Times |
| 432   | Brixton - Anerley                                          | Tulse Hill - West Norwood Station - Crystal Palace                                            | Arriva London     | Giornaliero. Times |
| P4    | Brixton - Lewisham                                         | Loughborough Junction Station - North Dulwich Station - Honor Oak Park Station                | Stagecoach London | Giornaliero. Times |
| P5    | Nine Elms - Elephant & Castle                              | Stockwell - Brixton - Loughborough Junction Station - Walworth                                | London Central    | Giornaliero. Times |
| N2    | Crystal Palace - Trafalgar Square (Charing Cross Station ) | West Norwood - Brixton - Stockwell - Vauxhall - Victoria                                      | Arriva London     | Notturno. Times    |
| N3    | Oxford Circus - Bromley North                              | Beckenham - Crystal Palace - Brixton - Kennington - Trafalgar Square (Charing Cross Station ) | Abellio London    | Notturno. Times    |
| N35   | Clapham Junction Station - Tottenham Court Road            | Brixton - Camberwell - Bank - Shoreditch                                                      | Arriva London     | Notturno. Times    |
| N109  | Croydon - Oxford Circus                                    | Streatham Station - Brixton - Kennington - Westminster                                        | Abellio London    | Giornaliero. Times |
| N133  | Mitcham - Liverpool Street Station                         | Streatham - Brixton - Elephant & Castle - London Bridge Station                               | Arriva London     | Notturno. Times    |
| N137  | Oxford Circus - Crystal Palace                             | Sloane Square - Battersea - Clapham Common - Brixton (Acre Lane) - Streatham Hill - Norwood   | Arriva London     | Notturno. Times    |

Nel 2005, l'ultimo autobus tradizionale londinese, il Routemaster, attraversava Brixton sulla linea 159.
Il garage degli autobus situato a Streatham, lungo Telford Avenue, è conosciuto come Brixton Bus Garage per distinguerlo da un altro garage di autobus che esisteva a Streatham. Il Brixton Bus Garage è stato, fino al 1952, un deposito di tram.